# Umberto Cuzzi
Umberto Cuzzi (Parenzo, 6 gennaio 1891 – Torino, 6 marzo 1973) è stato un architetto italiano.

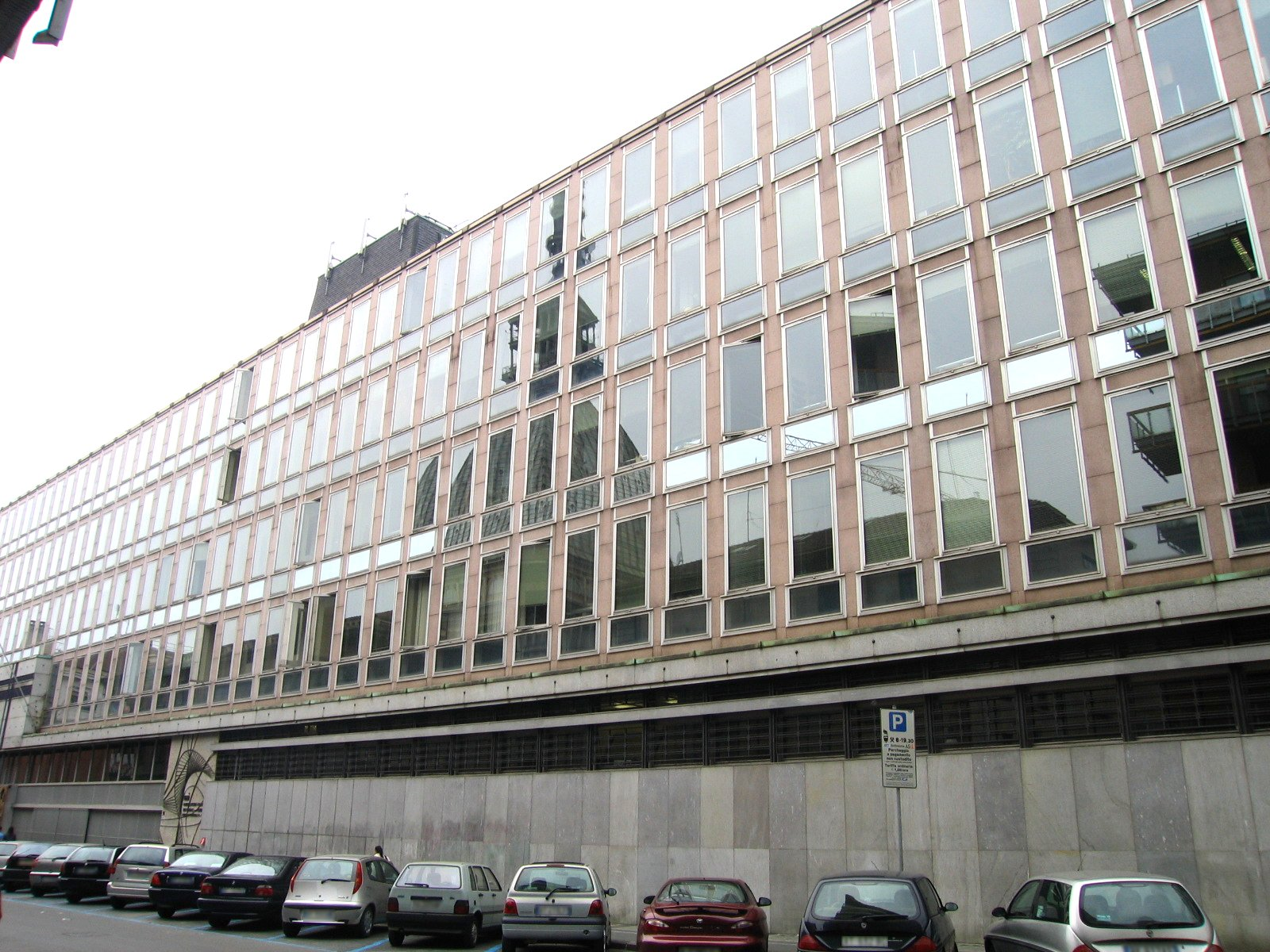
Il Centro di produzione Rai di Torino progettato da Umberto Cuzzi

Esponente del Razionalismo italiano, è uno dei fondatori del Movimento italiano per l'architettura razionale.

## Biografia
Umberto Cuzzi nasce a Parenzo, il 6 gennaio 1891, e frequenta le scuole a Trieste e Gorizia. Si laurea in Architettura al Politecnico di Torino nel 1921. Tornato nella città giuliana, frequenta lo studio dell’architetto Silvano Baresi a Castelnuovo del Carso, con cui vince i concorsi di progettazione per l’ospedale di Monfalcone (1922) e lo stabilimento balneare di Grado (1925) . 
Nel 1926 presenta la domanda di iscrizione all’ordine degli architetti di Torino (gli venne assegnato il numero 1 di matricola) e lì si stabilisce definitivamente. Frequenta il cenacolo di Pietro Betta, principale punto di riferimento dell'Esposizione di Architettura di Torino del 1928, che raccoglie un gruppo informale di giovani architetti suoi allievi, come Domenico Soldiero Morelli, Felice Bardelli, Maurizio De Rege, Sandro Molli-Boffa e Paolo Perona, identificato con l'acronimo GANT, Gruppo Architetti Novatori Torinese, che esprime le sue idee sull'abitazione nella "Casa degli architetti", edificio realizzato a più mani all'interno dell'Esposizione. Tale attività pone le basi per le successive evoluzioni del Razionalismo italiano, che vedranno la nascita del MIAR, costituendone il nucleo regionale con Giuseppe Pagano, Gino Levi-Montalcini, Ottorino Aloisio, Ettore Sottsass e Giuseppe Gyra. Nell’ambiente torinese fonda anche il cenacolo culturale d’arte moderna “La Saliera” (dal nome dell’omonimo caffè dove si riuniva il gruppo) . 
Fino all'insorgere della Seconda guerra mondiale esercità anche in Gorizia, poi il centro delle sue attività si sposta nel capoluogo piemontese. 
Il suo nome figura nell’albo d’onore degli architetti di Torino, istituito nel 1980, che tramanda il ricordo di professionisti «che hanno dato lustro alla categoria con la qualità delle opere, la dedizione al lavoro, la produzione culturale e didattica, la partecipazione alla vita civile» . 
Esercita l’attività professionale fino alla morte, avvenuta a Torino il 6 marzo 1973 . L'archivio professionale dell'architetto è stato donato nel 1993 all'Archivio di Stato di Gorizia dal prof. Marco Pozzetto di Trieste. Comprende, su supporto lucido, studi, progetti e disegni. Parte dei disegni è conservata presso l'Istituto Alvar Aalto di Torino .

## Opere in Torino

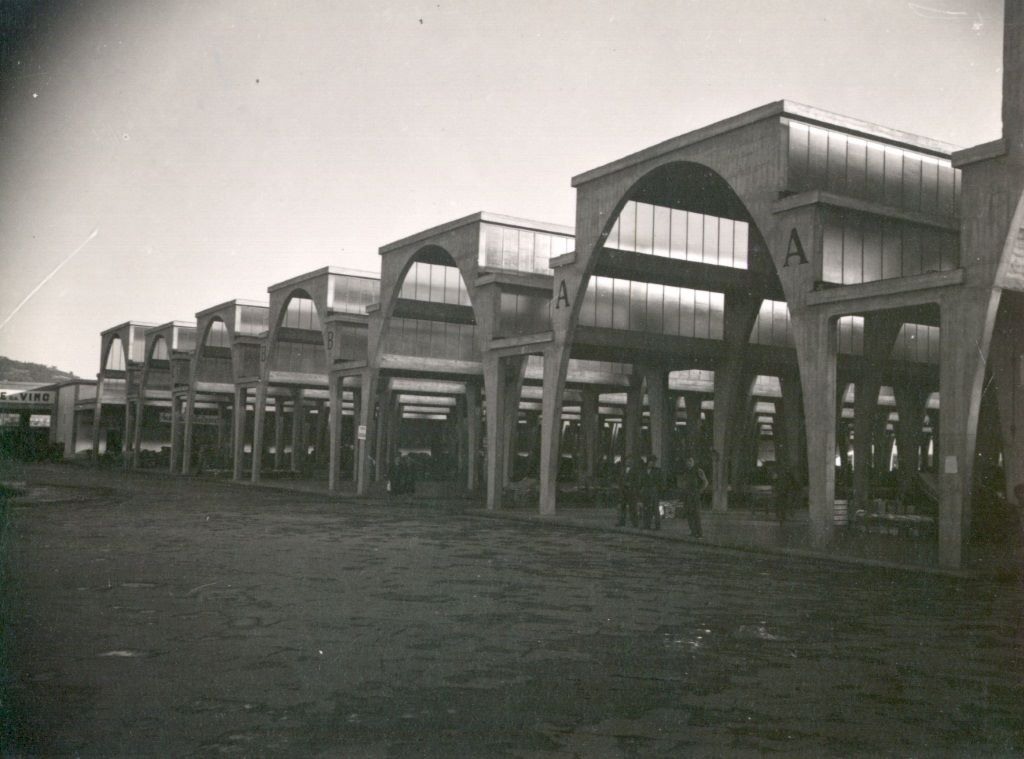
I padiglioni dei Mercati Generali di Torino

Nel corso della sua carriera Umberto Cuzzi firmò il progetto di numerosi edifici iconici nel capoluogo subalpino, qui di seguito riassunti.
Nel 1929 vince il concorso per la costruzione delle case popolari IACP a Borgata Vittoria, nel quadrante nord della città; 18 edifici di 5 piani disposti a blocco, per un totale di 614 alloggi (ancora esistenti), destinati alle classi meno abbienti e serviti dalle principali opere collettive (asilo nido, chiesa, negozi, piscina comunale) . 
Nel 1931 presenta, assieme ai colleghi del MIAR, un progetto, non realizzato, per la sistemazione di via Roma a Torino .
Nel 1932 Con l'artista Gigi Chessa realizza la villa Borsotti ("La nave") di Balme (Torino), ancora esistente, singolare esempio di architettura montana . Nello stesso anno si aggiudica il concorso-appalto per la costruzione dei Mercati Generali, costruiti l'anno successivo, unico vero progetto razionalista realizzato in città e destinati in seguito a diventare, nel 2006, il Villaggio Olimpico dei XX Giochi olimpici invernali . 
Nel 1933 si occupa di una trasformazione provvisoria in stile razionalista di Torino Esposizioni (in quel tempo Palazzo del Giornale), con l'istituzione di due nuovi padiglioni: il Padiglione dell’Alta moda, a pianta rettangolare, e il Padiglione dell’Esposizione-Fiera, a ferro di cavallo, collegati da un portico che delimita un cortile interno centrale. Il complesso fu completamente rivisto nel 1936.
Nel 1937 si aggiudica il secondo premio (firmando il progetto con l’architetto Sottsass) per la ricostruzione del Teatro Regio; poi al termine del conflitto mondiale, come tutti i razionalisti ha difficoltà a reinserirsi nei bandi per la ricostruzione post bellica a causa della pregressa contiguità con il regime fascista. Viene coinvolto nel 1955 dall'architetto Amedeo Albertini nella realizzazione del palazzo per uffici della Riv in corso Cairoli e nel 1966, con l’architetto Felice Bardelli, progetta il suo ultimo lavoro, il Centro di produzione Rai di Torino in Via Verdi  .

## Opere in Gorizia
Nel 1927 Cuzzi si cimenta nella ideazione della Casa del balilla di Gorizia (costruita negli anni 1928-1929), che si può definire la sua vera “opera prima”. L’edificio, realizzato su parte delle fondazioni della villa Ritter (danneggiata durante la prima guerra mondiale e poi demolita) e, nel dopoguerra, profondamente rimaneggiato per adattarlo alle esigenze di sede dell’istituto d’arte, si caratterizza per il volume semicilindrico sull’angolo delle strade che si aprono su piazzale Medaglie d’oro . 
A seguire Cuzzi progetta Villa Perco (1932) , Casa Krasceh (1932) , la casa per appartamenti (1933) e Villa Schiozzi (1933) per l'omonimo impresario , Casa Deperis (1935)  e Casa Cappella (1935) . Infine, nel 1937 segue la ristrutturazione interna del Teatro “Giuseppe Verdi”, che viene inaugurato il 15 febbraio 1938 con un concerto del compositore Rodolfo Lipizer.
Nei dintorni, Cuzzi contribuisce alla ricostruzione della chiesa di Monte Grado (1923-1927) a Merna (Slovenia) , in seguito nuovamente danneggiata, e alla realizzazione dello stabilimento elioterapico (1933) a Grado .